# HMS Defender (D36)
HMS Defender este un distrugător al Marinei Regale Britanice. Defender este a opta navă care poartă acest nume. Construcția sa a început în 2006 și a fost lansată în 2009. Primele teste pe mare au avut loc în octombrie-noiembrie 2011 și a intrat în serviciu în martie 2013. 
La 23 iunie 2021, armata rusă și polițiștii de frontieră au declarat că au tras focuri de avertizare și au lansat bombe de pe un avion Suhoi Su-24 în direcția navei Defender după ce, potrivit Ministerului Apărării din Rusia, s-ar fi abătut până la 3 km în apele rusești din Marea Neagră timp de aproximativ 20 de minute. Armata britanică a negat că nava a fost somată să se retragă cu focuri de avertisment și a spus că Defender  efectua o trecere pașnică prin apele teritoriale ale Ucrainei.